# オルエットの方へ
『オルエットの方へ』 (オルエットのほうへ、原題：Du côté d'Orouët)は、1969年制作のフランス映画。ジャック・ロジエ監督の第2作目の長編（154分）。1973年にフランスで封切られた。

## ストーリー
キャロリーヌがヴァンデ県の海岸沿いにある家族の別荘に友だちのカリーヌとジョエルとともにヴァカンスを過ごしにくる。9月1日から20日まで、映像日記のように、天真爛漫な三人娘が都会生活を離れた開放感から日常のなんでもないことにおかしみを見いだしてはしゃぎまわる姿が自然に生き生きと語られてゆく。途中上司にあたるジルベール、二枚目のヨット乗りのパトリックが仲間に加わってくる。うなぎを床にぶちまけるシーン、初めてヨットに乗るシーン、海岸を馬で駆けるシーンなどが印象的。３人に体よくばかにされ続けたジルベールが、次にはパトリックの乱暴さに腹を立てたカリーヌがパリに帰ってしまい、残った二人も興ざめして騒々しいパリに戻ってくる。
オルエットというのは農場やカジノのある近くの村の名。その古めかしい響きだけで、３人には十分遊びの材料になってしまうのだった。

## キャスト
- カリーヌ - フランソワーズ・ゲガン
- ジョエル - ダニエル・クロワジ
- キャロリーヌ - キャロリーヌ・カルティエ（フランス語版）
- ジルベール - ベルナール・メネズ

## スタッフ
- 監督：ジャック・ロジエ
- 脚本：ジャック・ロジエ、アラン・レゴ
- 撮影：コラン・ムニエ
- 編集：ジャック・ロジエ、オディル・フェリオ
- 録音：ルネ・カディウ